# Патрісія Берд
Патрісія Енн Берд (Patricia Ann Baird, народилася 11 жовтня 1937 року) — британська медична генетикиня, яка працює в Канаді. Її наукова діяльність була зосереджена на дослідженні взаємозв’язку між медичними технологіями та етикою.

## Раннє життя та освіта
Патрісія Берд народилася в місті Літтлборо, графство Ланкашир, Англія, у родині Гарольда та Вініфред Кайнен Холт. Вона навчалася у школі для дівчат королеви Марії в Літемі, графство Ланкашир. У 17-річному віці емігрувала до Канади, де була прийнята до Університету Макгілла. 1959 року здобула ступінь бакалавра наук, а 1963 року — ступінь доктора медицини та магістра медицини (MD, CM) в Університеті Макгілла в Монреалі.

## Кар'єра та дослідження
Патрісія Берд є почесною професоркою-емериткою кафедри медичної генетики Інституту Кіллама  при Університеті Британської Колумбії. 1978 року вона була призначена очільницею цієї кафедри, перетворивши її на всесвітньо визнану дослідницьку установу. Вона стала першою жінкою, призначеною головою клінічного медичного відділу, а також першою жінкою, обраною до Ради керуючих Університету Британської Колумбії.
1991 року Берд обійняла посаду віцепрезидентки Канадського інституту перспективних досліджень. 1989 року вона стала головою Королівської комісії з нових репродуктивних технологій, яка досліджувала етичні, соціальні та правові аспекти використання новітніх методів репродукції.

## Відзнаки та нагороди
1992 року Патрісію Берд було відзначено званням членкині Ордену Британської Колумбії.  2000 року її удостоїли звання офіцерки Ордену Канади за «внесок у науку, державну політику та покращення становища жінок».  2001 року її обрали членкинею Королівського товариства Канади.
2013 року Патрісія Берд разом зі своїми співавторками Хоуп М. Драхейм та Сьюзен М. Хейг була удостоєна премії Гаррі Р. Пейнтона Куперівського орнітологічного товариства за статтю «Temporal Patterns of mtDNA Variation Reveal Declining Genetic Diversity in the Least Tern»(Часовий аналіз варіацій мтДНК виявляє зниження генетичної різноманітності у найменших крячків»), опубліковану в науковому журналі The Condor. 

## Вибрані публікації
- Бейрд, П.А. та Макдональд, Е.К. (1981). Епідеміологічне дослідження вроджених вад розвитку передньої черевної стінки у понад півмільйона послідовних живонароджених дітей. Американський журнал генетики людини.
- Споудж, Д. та Берд, Пенсильванія (1985). Хвороба Гіршпрунга у великій когорті народжень. Тератологія.
- Бейрд, П.А., Андерсон, Т.В., Ньюкомб, Г.Б. та Лоурі, Р.Б. (1988). Генетичні розлади у дітей та молодих людей: популяційне дослідження.Американський журнал генетики людини .
- Макінтош, Дж.К., Олшан, А.Ф., і Бейрд, Пенсільванія (1995). Вік батька та ризик вроджених вад у потомства. Епідеміологія.
- Бейрд, П. (2002). Визначення генетичної схильності до поширених захворювань: аргументи на користь регулювання. Перспективи в біології та медицині.

## Особисте життя
Патрісія вийшла заміж за Роберта Мерріфілда Берда 1964 року. У шлюбі народилося  троє дітей: Дженніфер, Браян та Брюс Берд. 